# Saut en liberté

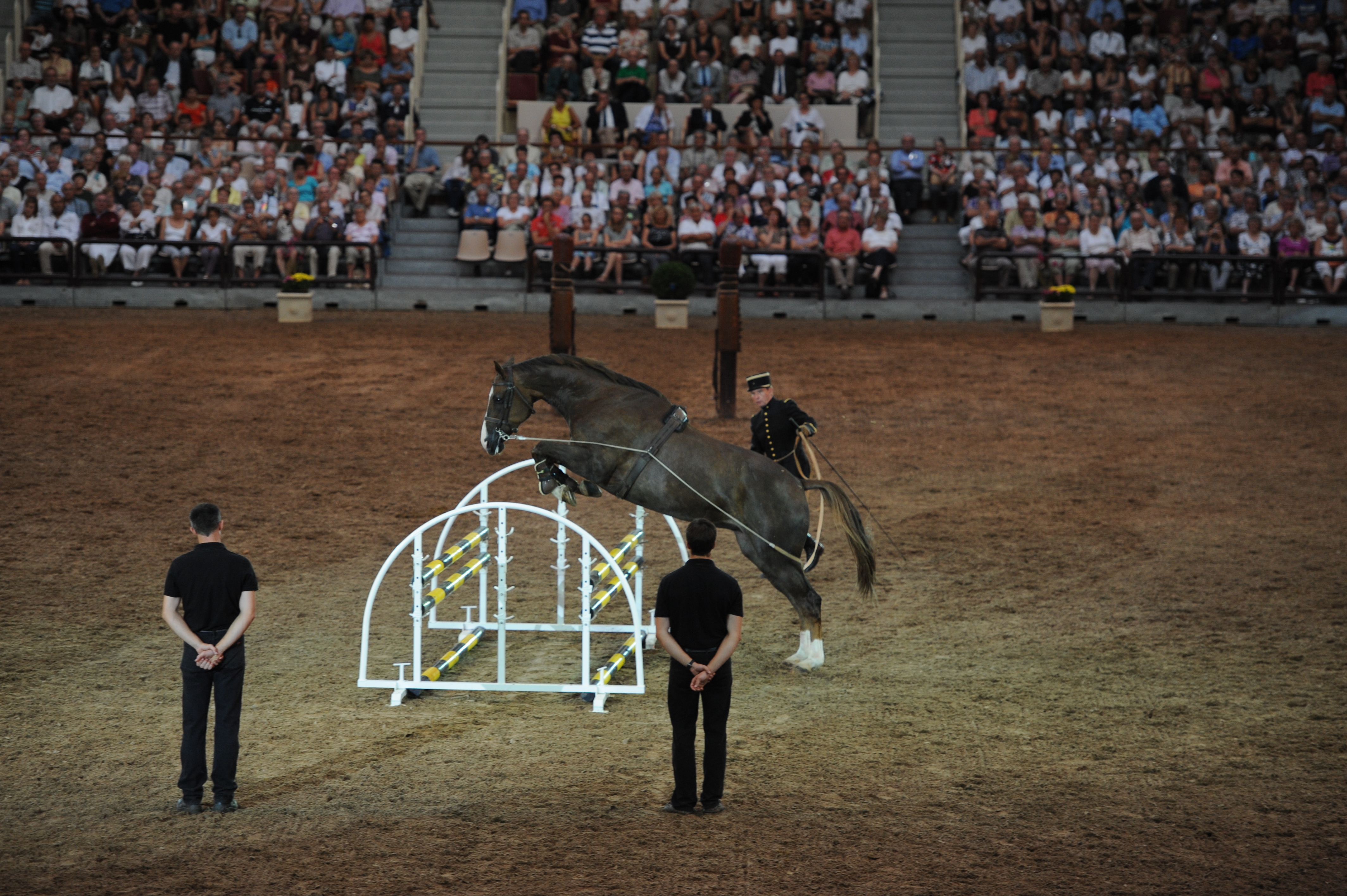
Saut en liberté au Cadre noir.

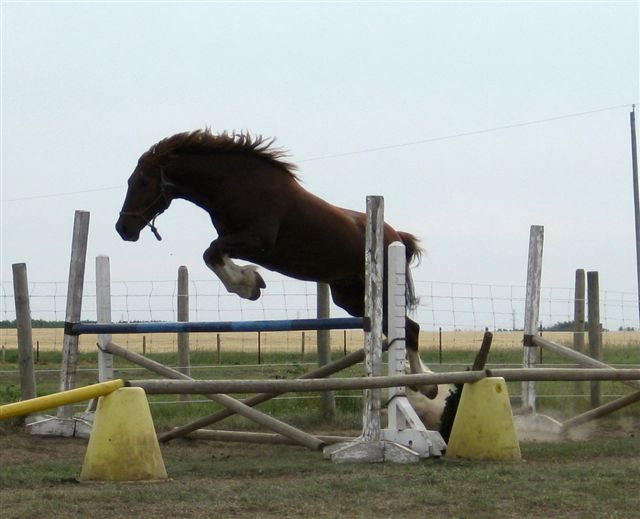
Cheval sautant en liberté.

Le saut en liberté est une technique d'éducation et de dressage du cheval pour le saut d'obstacles dans laquelle l'animal ne porte pas de cavalier.

## Apprentissage
Le dressage peut commencer à trois ans pour le jeune cheval. Il lui permet d'apprendre à régler seul sa battue et son saut sans être gêné par la présence du cavalier sur son dos.
Pour préserver son physique en pleine transformation et son mental, les séances de sauts en liberté doivent être assez espacées dans le temps et de difficulté graduelle. Le cheval commence par franchir des barres au sol puis un croisillon abordé au trot puis au galop. Ensuite il saute un petit vertical, puis un oxer. Plus tard, il sera gymnastiqué grâce à des doubles.

## Techniques
Pour faire sauter un cheval en liberté, il faut procéder dans un lieu clos avec au moins deux personnes munies de chambrières pour canaliser le poulain. Il n'est pas conseillé de faire sauter un cheval en liberté si aucune des personnes présentes ne possède une expérience éprouvée des chevaux, du saut d'obstacles et du travail en liberté. En effet, par ces exercices, le jeune cheval doit être encadré par des instructeurs sûrs. À cette étape de sa vie, il est primordial de ne jamais lui demander plus qu'il ne peut donner. Il doit prendre confiance dans ses possibilités physiques et améliorer sa technique en toute sûreté.